# Deinopa dedecora
Deinopa dedecora là một loài bướm đêm trong họ Erebidae.